# Strzelce Krajeńskie (gmina)
Strzelce Krajeńskie – gmina miejsko-wiejska w Polsce położona w województwie lubuskim, w powiecie strzelecko-drezdeneckim. W latach 1975–1998 gmina administracyjnie należała do województwa gorzowskiego.
Siedziba gminy to Strzelce Krajeńskie.

## Ochrona przyrody
Na obszarze gminy znajdują się następujące rezerwaty przyrody:
- częściowo rezerwat przyrody Buki Zdroiskie – chroni fragment lasu bukowego, porastający zbocza wąwozu rzeki Santoczna;
- rezerwat przyrody Mszar Przygiełkowy – Długie im. Huberta Jurczyszyna – chroni zbiorowiska roślinności bagiennej i torfowiskowej, szczególnie mszaru przygiełkowego z charakterystycznymi gatunkami zespołu – przygiełki białej i lokalnie przygiełki brunatnej oraz mszaru wysokotorfowiskowego zróżnicowanego na dwa zespoły: mszar wełniankowy z dominacją wełnianki pochwowatej oraz mszar sosnowy, na którym w luźnym zwarciu rośnie sosna zwyczajna z dominującymi gatunkami torfowców;
- rezerwat przyrody Mszar Rosiczkowy koło Rokitna – chroni zbiorowiska roślinności bagiennej i torfowiskowej, szczególnie mszaru przygiełkowego z charakterystycznymi gatunkami zespołu przygiełki białej i lokalnie przygiełki bagiennej oraz mszaru wysokotorfowiskowego zróżnicowanego na dwa podzespoły: mszar wełniankowy z dominacją wełnianki pochwowatej oraz mszar sosnowy na którym w luźnym zwarciu rośnie sosna zwyczajna.

## Struktura powierzchni
Według danych z roku 2002 gmina Strzelce Krajeńskie ma obszar 318,57 km², w tym:
- użytki rolne: 53%
- użytki leśne: 38%

Gmina stanowi 25,52% powierzchni powiatu.

## Demografia

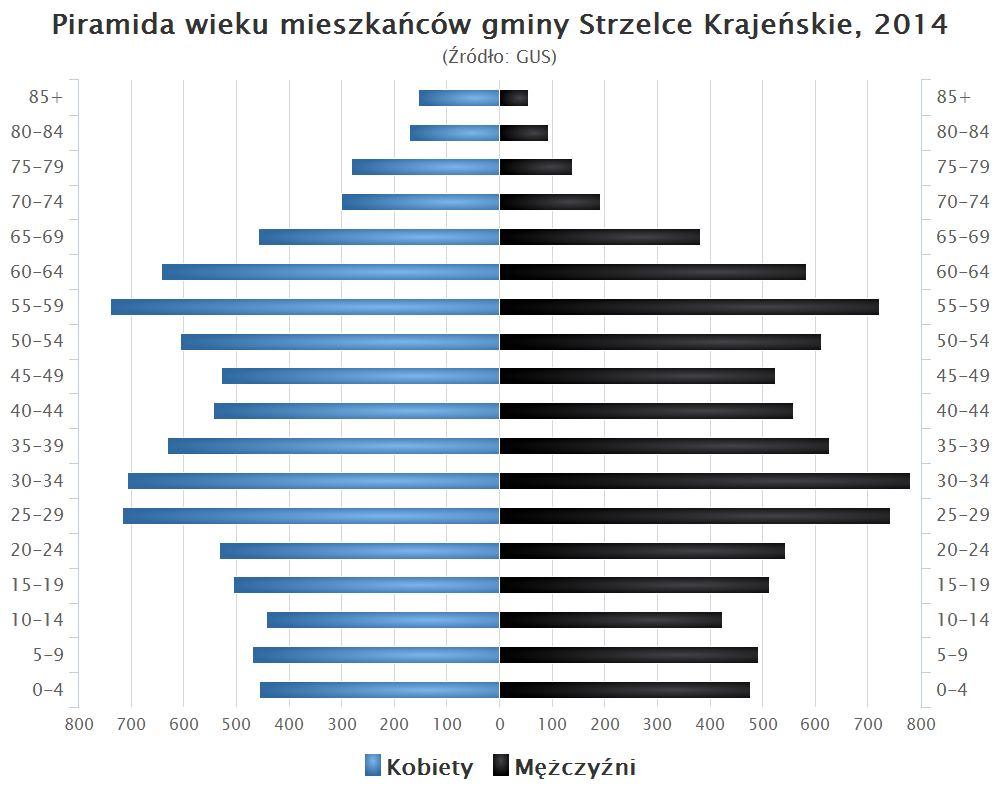
Piramida wieku mieszkańców gminy Strzelce Krajeńskie w 2014 roku

Dane z 31 grudnia 2021:
| Opis      | Ogółem | Ogółem | Kobiety | Kobiety | Mężczyźni | Mężczyźni |
| --------- | ------ | ------ | ------- | ------- | --------- | --------- |
| jednostka | osób   | %      | osób    | %       | osób      | %         |
| populacja | 16 665 | 100    | –       | 51,2    | –         | 48,8      |

## Sołectwa
Bobrówko, Bronowice, Brzoza, Buszów, Danków, Gardzko, Gilów, Licheń, Lipie Góry, Lubicz, Machary, Ogardy, Pielice, Przyłęg, Sidłów, Sławno, Sokólsko, Strzelce Klasztorne, Tuczno, Wełmin, Wielisławice, Żabicko.

## Pozostałe miejscowości
Buszewko, Chwytowo, Ciecierzyn, Czyżewo, Długie, Golczewice, Małe Osiedle, Ogardzki Młyn, Piastowo, Pieńkowice, Puszczykowo, Śródlesie, Tuczenko, Wilanów.

## Sąsiednie gminy
Barlinek, Bierzwnik, Dobiegniew, Kłodawa, Krzęcin, Pełczyce, Santok, Stare Kurowo, Zwierzyn